# Complexe de Dagger
Pour les articles homonymes, voir Dagger Records et Dagger in the Library.

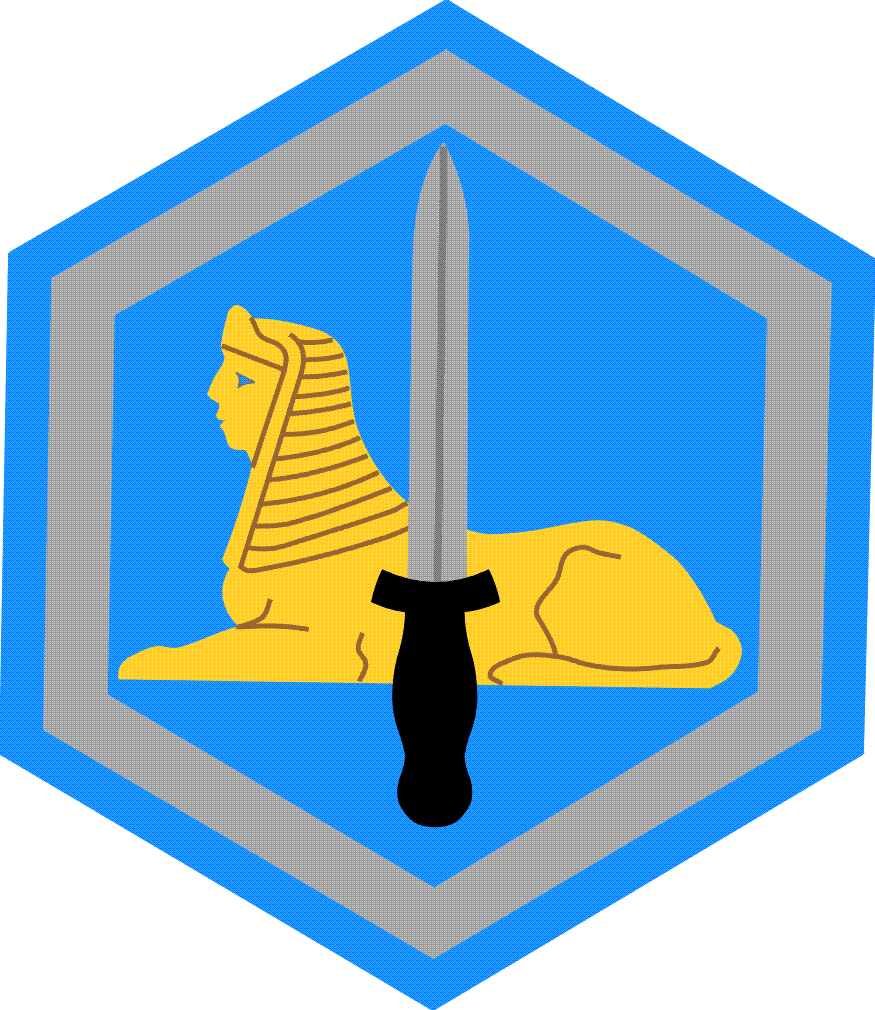
Insigne d'épaule du 66 MI Bde avec dague (dagger)

Le complexe de Dagger est une base militaire américaine située à Darmstadt (Allemagne), près de Griesheim. Il est situé sur le Eberstädter Weg, au sud de l'aérodrome d'August-Euler.
Le complexe est exploité par le commandement du renseignement et de la sécurité de l’armée américaine (INSCOM) pour le compte de la US National Security Agency (NSA). Le bâtiment 4373 situé dans le complexe abrite le Centre européen de cryptologie (ECC) de la NSA, le principal centre de traitement, d'analyse et de reporting SIGINT en Allemagne.

## Historique
En 1999, environ 50 personnels de l'INSCOM ont été transférées de la station de Bad Aibling à Darmstadt. En collaboration avec l'INSCOM, la 66e brigade du renseignement militaire a été transférée à Darmstadt jusqu'à l'été 2004.
Une partie de l'installation fut transférée dans un centre de renseignement consolidé à Lucius D.Clay Kaserne à Wiesbaden-Erbenheim en 2015,.
En 2015, le collectif Peng a organisé une grève aérienne avec un dépliant dans le cadre de son programme Intelexit pour appeler les employés à quitter leur emploi en cas de détresse morale ou psychologique. Peu de temps après, le site Web de l'association a été bloqué sur les ordinateurs du complexe.